# MS Berge Stahl
El MS Berge Stahl fue el mayor buque de transporte a granel en el mundo hasta la entrada en servicio en 2011 del MS Vale Brasil. Últimamente estaba registrado en las Comoras en 2021. Anteriormente estuvo registrado en Stavanger, en Noruega y en Dougllas en la Isla de Man.

Gráfico comparativo del tamaño de los mayores buques: Knock Nevis, Emma Mærsk, Queen Mary 2, MS Berge Stahl y.

El Berge Stahl era un transportador de mineral de hierro, tenía una capacidad de 364 767 toneladas peso muerto, fue construido en 1986 por Hyundai Heavy Industries. El Berge Stahl tenía 343 m (1122 pies) de eslora, tenía una manga de 65 m (208,3 pies) y un calado de 23 metros.
Su motor diésel Hyundai B&W 7L90MCE tenía una altura de 9 metros, y accionaba una única hélice de ø9 m, con una potencia de 27 610 caballos de fuerza (20,59 MW), tenía una velocidad máxima de 13,5 nudos (25 km/h), y tenía un timón de 9 m (30 pies) de altura.
Era propiedad de la compañía naviera Singapur BW Group.
Debido a su enorme tamaño, el Berge Stahl sólo podía atracar, a plena carga, en dos puertos en el mundo, transportando mineral de hierro desde la Terminal Marítima de Ponta da Madeira en Brasil a Europoort cerca de Róterdam, en los Países Bajos. Incluso en esos puertos, el paso debía ser programado para coincidir con mareas altas para evitar que el buque quede encallado. El Berge Stahl hacía este viaje alrededor de diez veces cada año, o una ida y vuelta cada cinco semanas.
En septiembre de 2006, el buque llevó mineral hasta el puerto de Majishan, China, donde fue puesto en seco e inspeccionado.
En el viaje de regreso a Róterdam, recogió una carga parcial de mineral en Dampier, Australia Occidental, y en Saldanha Bay en Sudáfrica, donde la profundidad máxima permitida es de 21 m.
En julio de 2021 el buque cambió de nombre a Geostahl y fue varado en las playas de Gadani (Pakistán) para ser desguazado.